# Попина (трактир)
Попина (лат. popina) — древнеримское питейное заведение, городская таверна.
Попина значительно отличалась от другого вида заведений каупона тем, что не представляла места для ночлега, и в литературе описывалась как место для пьяниц, где поют и дерутся. Таверны представляли собой небольшие помещения, в которых подавалась еда (оливки, хлеб, а также горячие блюда) и вино. В таверне часто играла музыка. Попины посещали представители нижнего класса — рабы, вольноотпущенники, иностранцы. Еду употребляли стоя или сидели за столами на стульях.